# Euthria boavistensis
Euthria boavistensis is een slakkensoort uit de familie van de Buccinidae. De wetenschappelijke naam van de soort is voor het eerst geldig gepubliceerd in 1982 door Cosel.